# Abisara echerius
Abisara echerius är en fjärilsart som beskrevs av Moore 1901. Abisara echerius ingår i släktet Abisara och familjen Riodinidae. Inga underarter finns listade i Catalogue of Life.

## Bildgalleri

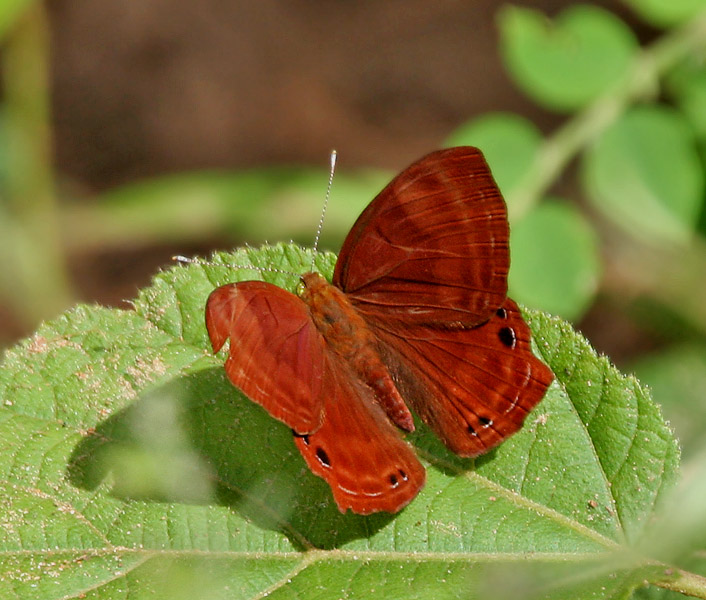
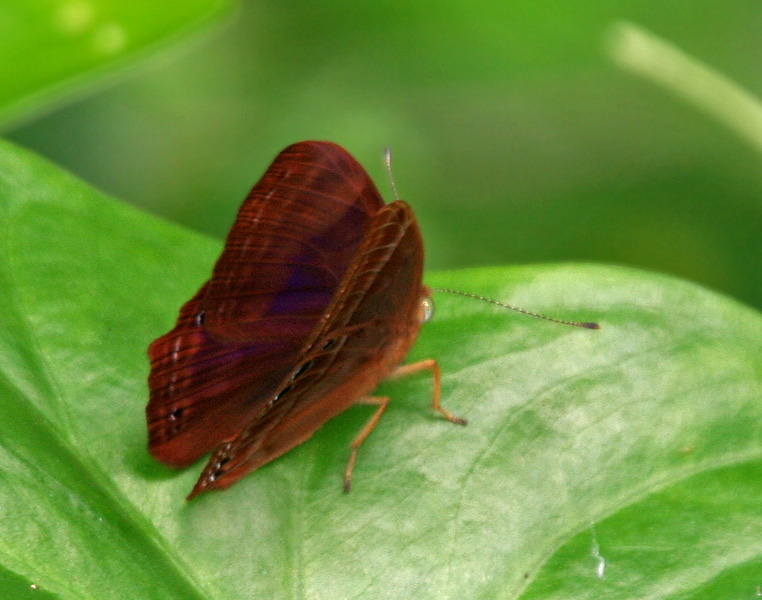
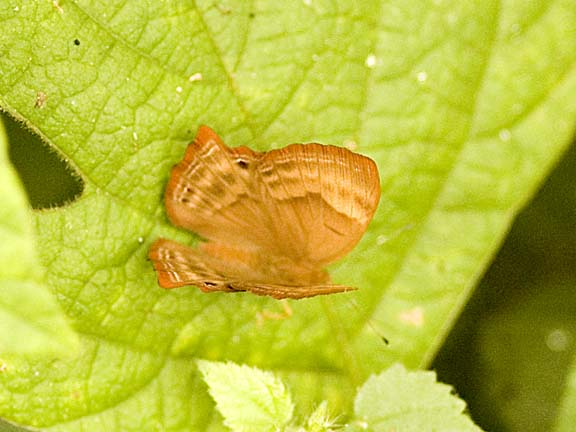
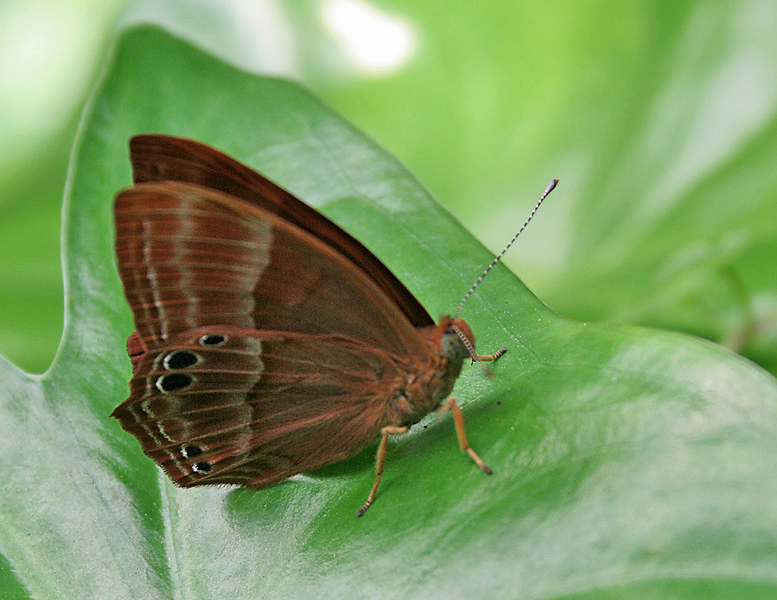
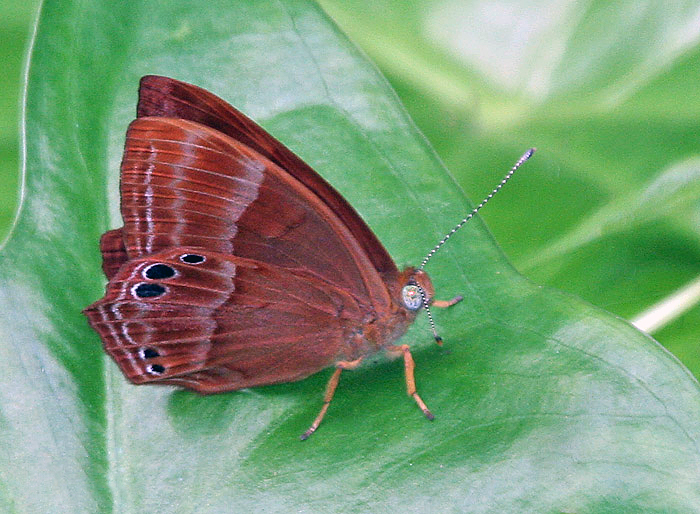
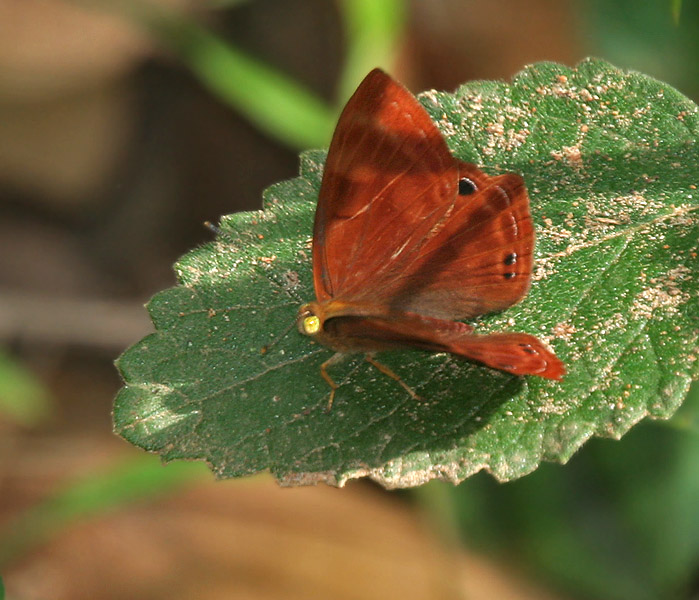